# 6 Ore di Misano
La 6 Ore di Misano è stata una corsa automobilistica di velocità in circuito.

## Albo d'oro
Dati relativi al solo Campionato del mondo sportprototipi.
| Anno | Nome            | Piloti                     | Vettura | Resoconto |
| ---- | --------------- | -------------------------- | ------- | --------- |
| 1978 | 6 Ore di Misano | Bob Wollek Henri Pescarolo | Porsche | Resoconto |